# Râul Hăghimaș
Râul Hăghimaș sau Pârâul Oii este un curs de apă, unul din cele două brațe care formează râul Bicaz. 

## Hărți
- Harta județului Harghita
- Gyilkos-tó és környéke - Dimap, Budapest
- Harta Munții Hășmaș  Arhivat în 26 iunie 2008, la Wayback Machine.
- The Hydrogeology of Haghimas Karstic Massif  Arhivat în 31 mai 2013, la Wayback Machine.